# Flughafen Port Moresby

i8
i11
i13
Der Port Moresby International Airport (IATA-Code: POM, ICAO-Code: AYPY), auch Jacksons International Airport oder Port Moresby Airport, liegt nahe der Stadt Port Moresby und ist der größte und verkehrsreichste Flughafen in Papua-Neuguinea.
Am Flughafen hat die nationale Fluglinie Air Niugini ihre Heimatbasis und ihr Drehkreuz. Zudem fliegt Airlines PNG innerhalb von Papua-Neuguinea sowie nach Australien.